# ФК Данди јунајтед
ФК Данди јунајтед (енгл. Dundee United Football Club) је шкотски професионални фудбалски клуб из Дандија. Основан је 1909. као Данди Хибернијан тако да је 2009. прослављена стогодишњица постојања клуба. Садашње име клуб носи од 1923. Данди јунајтед носи надимак Страхоте, а навијачи се називају Арапи.
Клуб игра у наранџастој опреми од 1960-их, а на тренутном стадиону, Танадајс парку, игра од оснивања. Данди јунајтед тренутно игра у Премијер лиги Шкотске и од октобра 2006. је под вођством тренера Крејга Левина. Освојио је Премијер лигу Шкотске једном, једном Куп Шкотске и два пута Шкотски Лига куп. У Европским такмичењима највећи успеси су финале УЕФА купа 1986/87. и полуфинале Европског купа у сезони 1983/84.

## Успеси

### Национални
- Премијер лига Шкотске:
  - Првак (1):1982/83.[3]
  - Други (2): 1931/32, 1959/60.
- Куп Шкотске:
  - Освајач (1): 1993/94.
  - Финалиста (8): 1973/74, 1980/81, 1984/85, 1986/87, 1987/88, 1990/91, 2004/05, 2013/14.
- Лига куп Шкотске:
  - Освајач (2): 1979/80, 1980/81.
  - Финалиста (5): 1981/82, 1984/85, 1997/98, 2007/08, 2014/15.
- Челенџ куп Шкотске:
  - Освајач (1): 2016/17.
  - Финалиста (1): 1995/96.

### Међународни
- Куп УЕФА:
  - Финалиста (1): 1986/87.[3]
- Европски куп:
  - Полуфинале (1): 1983/84.

## Стадион
На стадиону Танадајс парк Данди јунајтед игра од оснивања. Стадион се налази око 160 метара од Денс парка, стадиона градског ривала Дандија. Као домаћин, клуб је само једну утакмицу одиграо на другом стадиону. То је било у Шкотском Лига купу у марту 1947. против Ренџерса, када због снега није могло да се игра на Танадајс парку, па је меч одигран на Денс парку.
Главна трибина, изграђена 1962, била је прва носећа трибина на шкотским стадионима. Дуго након изградње стадион је имао мали број седећих места. У касним 80-им стадион је имао само 2.252 столице од укупног капацитета од 22.310.

## Тренутни састав
Од 20. октобра 2023.
| Бр. |          | Позиција | Играч          |
| --- | -------- | -------- | -------------- |
| 1   | Енглеска | Г        | Џек Болтен     |
| 4   | Шкотска  | О        | Кевин Холт     |
| 5   | Велс     | О        | Озије Денхам   |
| 6   | Шкотска  | О        | Рос Грем       |
| 8   | Енглеска | С        | Лијам Гримшо   |
| 9   | Енглеска | Н        | Луис Молт      |
| 13  | Шкотска  | Г        | Џек Њумен      |
| 14  | Шкотска  | С        | Крејг Сибалд   |
| 15  | Шкотска  | С        | Глен Мидлтон   |
| 16  | Енглеска | С        | Џордан Тилсн   |
| 17  | Шкотска  | С        | Арчи Микисон   |
| 18  | Шкотска  | Н        | Кеј Фотерингам |

| Бр. |         | Позиција | Играч                 |
| --- | ------- | -------- | --------------------- |
| 20  | Уганда  | Н        | Садат Анаку           |
| 21  | Шкотска | С        | Деклан Глес           |
| 22  | Шкотска | О        | Киерон Фриман         |
| 23  | Шкотска | С        | Рос Дохерти (капитен) |
| 25  | Шкотска | О        | Флин Дафи             |
| 26  | Шкотска | С        | Крис Мохри            |
| 28  | Гана    | С        | Метју Еним Куђо       |
| 31  | Шкотска | О        | Деклан Галахер        |
| 32  | Шкотска | Н        | Тони Ват              |
| 33  | Шкотска | О        | Скот МакМан           |
| 35  | Шкотска | О        | Крејг Мур             |
| 41  | Шкотска | Г        | Рури Едамс            |

### Дворана славних
Клуб је објавио своју званичну дворану славних 2008, са седам имена.За наредних десет година следећи играчи су постали њени чланови:
| - Џими Бригс - Фин Дозинг - Денис Гилеспи - Пол Хегарти - Морис Малпас - Дејв Нери - Даг Смит - Ејмон Банон - Џон Којл - Хамиш Макалпин - Питер Макеј - Ралф Милн - Енди Роланд - Дејв Бавмен - Џон Кларк - Дејви Додс - Стјуарт Фрејзер - Били Хејни - Ијан Мичел - Пол Старок - Кени Камерон - Џон Холт - Данкан Хачисон - Френк Копел - Ерик Педерсен - Ленарт Винг - Џим Ирвајн - Били Кирквуд - Артур Милн - Ћел Олофсон - Били Томсон - Брајан Велш | - Џорџ Флеминг - Џони Харт - Дон Макеј - Алан Маин - Ерјан Персон - Џон Рајли - Кевин Галахер - Били МекКинлеј - Томи Милар - Грем Пејн - Вили Петигроув - Ли Вилки - Кристиан Дејли - Џим МекИнали - Џим МекЛин - Миксу Пателаинен - Пет Рејли - Дерек Старк - Сенди Дејви - Шон Дилон - Ричард Го - Џери Кер - Енди Макларен - Френк Кун - Гејдо ван де Камп - Иен Филип - Дејви Вилсон - Иен Редфорд |

## Тренери
Списак истакнутих и новијих тренера, до 15. децембра 2009. Рачунају се само такмичарски мечеви.
| Од   | До   | Тренер        | ИГ   | П   | Н   | И   | ГД   | ГП   | Победа % |
| ---- | ---- | ------------- | ---- | --- | --- | --- | ---- | ---- | -------- |
| 1959 | 1971 | Џери Кер      | 566  | 247 | 123 | 196 | 1059 | 942  | 43.6     |
| 1971 | 1993 | Џим Маклејн   | 1094 | 527 | 266 | 301 | 1722 | 1128 | 48.2     |
| 1993 | 1995 | Иван Голац    | 72   | 25  | 22  | 25  | 114  | 113  | 34.7     |
| 1995 | 1996 | Били Кирквуд  | 56   | 25  | 13  | 18  | 108  | 66   | 44.6     |
| 1996 | 1998 | Томи Маклејн  | 93   | 36  | 27  | 30  | 134  | 107  | 38.7     |
| 1998 | 2000 | Пол Старок    | 85   | 27  | 19  | 39  | 97   | 119  | 31.8     |
| 2000 | 2002 | Алекс Смит    | 99   | 31  | 23  | 45  | 107  | 146  | 31.3     |
| 2002 | 2003 | Пол Хегарти   | 18   | 4   | 5   | 9   | 20   | 33   | 22.2     |
| 2003 | 2005 | Ијан Макол    | 92   | 28  | 24  | 40  | 116  | 149  | 30.4     |
| 2005 | 2006 | Гордон Чизом  | 36   | 10  | 10  | 16  | 40   | 54   | 27.8     |
| 2006 | 2006 | Крејг Брустер | 30   | 3   | 11  | 16  | 28   | 59   | 10.0     |
| 2006 | 2009 | Крејг Левин   | 136  | 55  | 40  | 41  | 185  | 160  | 40.4     |